# Дилан Райдер
Дилан Райдер (англ. Dylan Ryder; род. 23 февраля 1981 года) — сценический псевдоним американской порноактрисы Шенон Либаргер (англ. Shannon Lybarger).

## Биография
Райдер родилась во Фресно, Калифорния. В детстве увлекалась плаванием и занималась водным поло с восьмилетнего возраста до третьего года старшей школы. По окончании обучения работала советником по реабилитации от алкогольной и наркотической зависимости заключённых в Калифорнии, а также тюремным надзирателем в Аризоне.
В порноиндустрию пришла в 2004 году в возрасте 23 лет. Свой псевдоним она придумала во время просмотра порнографического журнала, где увидела имя «Дилан» и фразу «оседлай её» (англ. Ride Her). В сентябре 2007 года сделала операцию по увеличению груди перед возвращением в порноиндустрию после небольшого перерыва. 30 мая 2012 года объявила о завершении своей карьеры порноактрисы и уходе из индустрии развлечений для взрослых, однако продолжает сниматься.
У Дилан есть две сестры-близняшки, Джоселин и Джилл Либаргеры, являющихся бойцами смешанных единоборств.

## Награды и номинации
| Год  | Церемония  | Категория                              | Работа | Результат |
| ---- | ---------- | -------------------------------------- | --- | --------- |
| 2010 | FAME Award | Самая недооценённая звезда             | | Номинация |
| 2011 | AVN Award  | Лучшая сцена группового секса          | Bonny & Clide (с Джулией Энн, Наташей Марли, Бобби Старр, Полом Чаплином, Томми Ганном, Уиллом Пауэрсом и Билли Глайдом) | Номинация |
| 2011 | AVN Award  | Невоспетая старлетка года              | | Номинация |
| 2011 | XBIZ Award | Лучший милф-сайт года                  | DylanRyder.com | Номинация |
| 2011 | XRCO Award | Невоспетая сирена                      | | Номинация |
| 2012 | XBIZ Award | Лучшая актерская работа года (женщины) | Katwoman XXX | Номинация |
| 2012 | XBIZ Award | Лучший сайт порнозвезды                | DylanRyder.com | Номинация |
| 2012 | AVN Award  | Сайт порнозвезды года                  | DylanRyder.com | Номинация |